# Chiasmocleis anatipes
Chiasmocleis anatipes é uma espécie de anfíbio da família Microhylidae.
Pode ser encontrada nos seguintes países: Equador, Peru e possivelmente em Colômbia.
Os seus habitats naturais são: florestas subtropicais ou tropicais húmidas de baixa altitude e marismas intermitentes de água doce.